# Blatné Revištia
Blatné Revištia é um município da Eslováquia, situado no distrito de Sobrance, na região de Košice. Tem 5,16 km² de área e sua população em 2018 foi estimada em 197 habitantes.

## Demografia
| Ano:        | 1994 | 2004   | 2014   | 2024   |
| ----------- | ---- | ------ | ------ | ------ |
| Broj ljudi: | 224  | 216    | 218    | 221    |
| Razlika:    |      | -3,57% | +0,92% | +1,37% |

| Ano:               | 2023 | 2024 |
| ------------------ | ---- | ---- |
| Número de pessoas: | 221  | 221  |
| Diferença:         |      | +0%  |